# Acrophoca
Acrophoca longirostris — вимерлий рід і вид ластоногих пізнього міоцену.

## Опис
Акрофока була ≈ 1.5 метра в довжину і була не так добре пристосована до плавання, як її нащадки, володіючи менш розвиненими ластами і менш обтічної шиєю. Це може свідчити про те, що він провів багато часу біля узбережжя. Його зуби були створені для проколювання, що означало, що дієта в основному складалася з риби. Проте, він також мав перемішані горбки зубів, через що зуби на верхній щелепі збігалися з зубами нижньої щелепи, що узгоджується з фільтраторами. На відміну від інших тюленів, акрофока мала довгу і гнучку шию з подовженим тілом. Орієнтація тазу, яка порівняно з сучасними тюленями вивернута, а також пристосування до задніх кінцівок свідчать про те, що плавання здійснювалося в основному за допомогою задніх ласт.